# 紹瓦爾納鄉
44°51′N 22°48′E / 44.850°N 22.800°E
紹瓦爾納鄉（羅馬尼亞語：Comuna Șovarna, Mehedinți），是羅馬尼亞的鄉份，位於該國西南部，由梅赫丁茨縣負責管轄，面積37平方公里，海拔高度255米，2007年人口1,371，人口密度每平方公里37人。